# Great Southern (Western Australia)
Koordinaten: 35° 0′ S, 117° 0′ O
Great Southern ist eine der neun Regionen in Western Australia, die an der Südküste Australiens liegt. Es ist eine Region, in der Landwirtschaft und Tourismus dominieren.

## Geographie
Die Größe der Region beträgt 39.007 km² mit einer Population von 54.000 Menschen. Die 250 km lange Küstenlinie erstreckt sich entlang schroffer Felsen. Nordwärts reicht die Region 200 km weit ins Inland, wo sich landwirtschaftliches Gebiet, die Stirling Range und Nationalparks, wie beispielsweise der Porongurup-Nationalpark, befinden. Der Hafen von Albany ist einer der größten Naturhäfen der südlichen Hemisphäre. Die Industrie für Fisch-, Holz- und landwirtschaftliche Produkte befindet sich in Mirambeena bei Albany und Yerriminup (Mount Barker). Katanning und weitere Orte sind ebenso Industriestandorte.

## Politik
Die Region Great Southern ist in die Verwaltungsbezirke City of Albany, Shire of Broomehill-Tambellup, Shire of Cranbrook, Shire of Denmark, Shire of Gnowangerup, Shire of Jerramungup, Shire of Katanning, Shire of Kent, Shire of Kojonup, Shire of Plantagenet und Shire of Woodanilling unterteilt.

## Geschichte
Die Aborigines der Menang Noongar lebten in dem Gebiet des heutigen Great Southern seit Tausenden von Jahren und verbrachten den Sommer an der Küste. Sie nannten ihren Lebensraum Kinjarling, was Platz des Regens bedeutet. Sie bauten beispielsweise am Emu Point eine Fischtreppe.
Zum ersten europäischen Kontakt kam es im Jahr 1626, als das holländische Schiff Gulden Zeepaert in den Gewässern vor der Küste von Great Southern segelte. Der britische Entdecker George Vancouver kam 1791 bis zum King George Sound, den er benannte und das Land für die britische Krone in Besitz nahm. Die europäische Kolonisation begann mit dem Aufbau eines temporären militärischen Hafens durch den Major Edmund Lockyer am King George Sound bei Albany am 25. Dezember 1826. Der britische Außenposten sollte eine Inbesitznahme des Landes durch Frankreich verhindern. Damit wurde dieser Hafen die älteste europäische Siedlung in Westaustralien. 
Für die Entwicklung von Western Australia war die Gründung der Swan River Colony durch James Stirling 1829 und der militärische Hafen von großer Bedeutung. John Bannister unternahm 1831 die erste Landüberquerung zwischen den beiden Außenposten. John Septimus Roe führte 1853 eine Expedition südlich der Swan River Colony, dabei durchquerte er das Gebiet des heutigen Shire of Gnowangerup, die Stirling Range und kam durch das Gebiet von Cranbrook bis nach Albany. Anschließend berichtete er von diesem Land und es folgten Siedler, die sich niederließen. 1847 wurde die Landvergabe durch die Regierung geregelt.   
In der ersten Zeit wurde Sandelholz geschlagen und von der Bremer Bay und Albany aus nach China transportiert. Ortschaften entstanden entlang der Perth-Albany Road, wie auch Williams und Kojonup. In den 1880er Jahren wurden Eisenbahnlinien zwischen Perth und Albany gebaut und Katanning, Broomehill und Cranbrook angeschlossen. Nebenlinien gab es nach Tambellup und Yarabin (Woodanilling). Eine bedeutende Rolle in dieser Entwicklung spielt die Western Australian Land Company, die die Eisenbahnlinie baute. In den späten 19. Jahrhundert kamen viele Menschen aus South Australia, die durch Überschwemmungen vertrieben wurden. Als sich der Goldrausch in Australien legte, blieben zahlreiche Menschen in dieser Region Australiens. Nach dem Ersten Weltkrieg siedelten sich Soldaten an, wie auch nach dem Zweiten Weltkrieg.

## Wirtschaft
Die Wirtschaft der Region wird wesentlich durch die Viehwirtschaft und den Getreideanbau bestimmt. Die Region ist die produktivste Anbaufläche für Getreide und Landwirtschaft in Westaustralien und der wichtigste Produzent von Wolle und Schafen. In Albany befindet sich das Hauptzentrum für Fischfang. Die Küste der Region mit ihren milden Sommern ist ein populäres Erholungsgebiet, es eignet sich auch zum Fische fangen und Surfen. Fischfang, Schaf- und Viehzucht sind bedeutende wirtschaftliche Faktoren dieses Gebiets, aber auch der Garten- und  Weinanbau entwickeln sich.
Der Tourismus schafft Beschäftigungsmöglichkeiten, da die Küste, die Wälder und die historische Kultur der Region geschätzt werden. Touristische Aktivitäten werden durch das herrschende mediterrane Klima mit heißen und trockenen Sommern begünstigt. Der Winter ist nass und regnerisch.